# Rimforsa församling
Rimforsa församling är en församling i Linköpings stift inom Svenska kyrkan, belägen i Kinda kommun i Östergötlands län. Församlingen utgör ett eget pastorat.
Församlingen bildades år 2010, då de fyra församlingarna som ingick i Tjärstads pastorat, Tjärstads församling, Kättilstads församling, Hägerstads församling och Oppeby församling, bildade en gemensam församling.
Inom församlingens område är tätorten Rimforsa, samt småorterna Björkfors, Valla och Opphem belägna.

## Församlingskyrkor
- Tjärstads kyrka
- Kättilstads kyrka
- Hägerstads kyrka
- Hägerstads gamla kyrka
- Oppeby kyrka